# Mineralovodskij rajon
Il Mineralovodskij rajon, in russo Минераловодский район?, è un rajon del Kraj di Stavropol', nel Caucaso.